# 蕭敵烈
蕭敵烈（しょう てきれつ、生没年不詳）は、遼（契丹）の政治家・軍人。字は涅魯袞。

## 経歴
宰相蕭撻烈の四世の孫にあたる。はじめ牛群敞史となった。聖宗に召し出されて側近に仕え、国舅詳穏となった。統和28年（1010年）、聖宗が高麗に対する遠征を計画すると、敵烈は高麗に使者を派遣してその結果を待つよう諫めたが、聞き入れられなかった。統和29年（1011年）、同知左夷離畢事となり、右夷離畢に転じた。
開泰初年、兵を率いて西方辺境を巡察した。撲里・失室・勃葛の部民が逃亡したので、敵烈はかれらを追って捕らえ、生業に復帰させた。国舅詳穏に転じた。開泰3年（1014年）、東京留守の耶律団石らとともに高麗を攻撃した。開泰4年（1015年）、帰国すると、同中書門下平章事の位を加えられ、上京留守に任じられた。
敵烈は性格が寛大で、行政に熟達しており、廷臣たちに王佐の才と評された。漢人行宮都部署の王継忠が枢密使となるべき人材として敵烈を推薦したが、聖宗は朋党を疑って任用しなかった。敵烈は中京留守となり、後に死去した。
弟に蕭抜剌がいた。

## 伝記資料
- 『遼史』巻88 列伝第18